# Hans Fritsch (Richter)
Hans Fritsch (* 11. Juli 1860 in Glogau; † 22. November 1945 in Kassel) war ein deutscher Jurist. Er war von 1917 bis 1925 Präsident des Oberlandesgerichts Kassel.

## Leben
Im Jahre 1925 ernannte die juristische Fakultät der Philipps-Universität Marburg den in Ruhestand getretenen Fritsch zum Ehrendoktor.